# Rivalové (film, 1996)
Rivalové (v anglickém originále: Happy Gilmore) je americká sportovní komedie z roku 1996, kterou režíroval Dennis Dugan, produkoval Robert Simonds a v hlavní roli se představil Adam Sandler, dále Christopher McDonald, Julie Bowen a Carl Weathers. 

## Synopse
Snímek sleduje osudy titulní postavy, neúspěšného hokejisty, který se snaží vydělat dost peněz, aby zabránil zabavení domu své babičky. Happy Gilmore (Adam Sandler) nečekaně zjistí, že umí dobře odpalovat golfovou holí, a účastní se placených turnajů, kde si díky svým schopnostem i hrubému chování získává příznivce.

## Obsazení
| Adam Sandler         | Happy Gilmore   |
| Christopher McDonald | McGavin         |
| Julie Bowen          | Virginia Venit  |
| Frances Bay          | Anna Gilmore    |
| Carl Weathers        | Derick Peterson |
| Allen Covert         | Otto            |
| Richard Kiel         | pan Larson      |
| Dennis Dugan         | Doug Thompson   |
| Joe Flaherty         | Donald Floyd    |
|                      |                 |
|                      |                 |
|                      |                 |
|                      |                 |
|                      |                 |
|                      |                 |
|                      |                 |

## Vývoj a vydání
Scénář napsali Adam Sandler a jeho spolupracovník Tim Herlihy, pro které to byla druhá společná práce po filmu Billy Madison z předchozího roku. Tento film také představuje první spolupráci mezi Sandlerem a Duganem. Film byl 16. února 1996 uveden do kin společností Universal Pictures a získal od kritiků převážně smíšené recenze.
Snímek byl komerčně úspěšný, vydělal 41,2 milionu dolarů při rozpočtu 12 milionů dolarů a získal cenu MTV Movie Award za nejlepší souboj Adama Sandlera a Boba Barkera. Získal si kultovní popularitu, zejména v golfové komunitě. Pokračování, Rivalové 2, bylo uvedeno na Netflixu v roce 2025.